# Wonder Wheels
Cocota e Motoca (Wonder Wheels, no original em inglês) é um desenho com produção Hanna-Barbera. Estreou em 1977 e teve 16 episódios. Passava em conjunto com Os Robôbos.
Um jornalista e sua namorada resolvem crimes com a ajuda de um super-herói motorizado, que nada mais é do que o próprio alter-ego do Motoca.

## Episódios[1]
nomes originais (em inglês)
1. Wonder Wheels in The County Fair
2. Wonder Wheels and The Rustlers
3. Wonder Wheels and The Skyscraper
4. Wonder Wheels and The Gold Train Robbery
5. Wonder Wheels and The Snowmen
6. Wonder Wheels and The Vanishing Prince
7. Wonder Wheels and The Ghost Town
8. Wonder Wheels and His Double Trouble
9. Wonder Wheels and The U.F.O.
10. Wonder Wheels and The Hermits' Horde
11. Wonder Wheels and The Air Race
12. Wonder Wheels and The Animals
13. Wonder Wheels and The Idol's Eye
14. Wonder Wheels and The Race Horse
15. Wonder Wheels and The Studio Steal
16. Wonder Wheels and The Golden Globe

## Dubladores

### Nos Estados Unidos
- Willie - Micky Dolenz (um dos músicos do grupo The Monkees)
- Dooley Lawrence - Susan Davis

### No Brasil
- Motoca (Willie) - Carlos Marques
- Cocota (Dooley Lawrence) -???